# Культурный центр Оскара Нимейера
Международный культурный центр Оскара Нимейера — культурный комплекс, объединяющий различные художественные и культурные мероприятия: выставки, музыку, театр и танец, кино, а также кафе, образовательные учреждения и т. п. Расположен в Авилесе, (Астурия, Испания).
Культурный центр был спроектирован архитектором Оскаром Нимейером в 2006 году. Строительство началось в апреле 2008 года, завершено в декабре 2010 года. Торжественное открытие состоялось 26 марта 2011 года. Комплекс включает четыре здания общей площадью 40 000 м² и площадь между ними. В зданиях Центра расположены в себя зал на 1000 зрителей, 4000 м² выставочных площадей, смотровая платформа, кинозалы, помещения для репетиций, конференций и семинаров. Стоимость центра составила 53 млн €, которые выделили правительство Астурии, городские власти и частные жертвователи.
Сам Нимейер охарактеризовал центр следующим образом:  «открытые площади по всему миру, место для образования, культуры и мира».
Центр был построен в промзоне главного индустриального центра Астурии, городе Авилес, в последние годы оказавшемся в депрессивном состоянии из-за упадка промышленности. Власти Астурии решили превратить город в культурную столицу автономии, дав согласие на строительство Международного культурного центра Оскара Нимейера. Открытие центра по мнению его создателей должно стать толчком реновации всей промышленной зоны, которую проектирует британский архитектор Норман Фостер.

## Галерея изображений

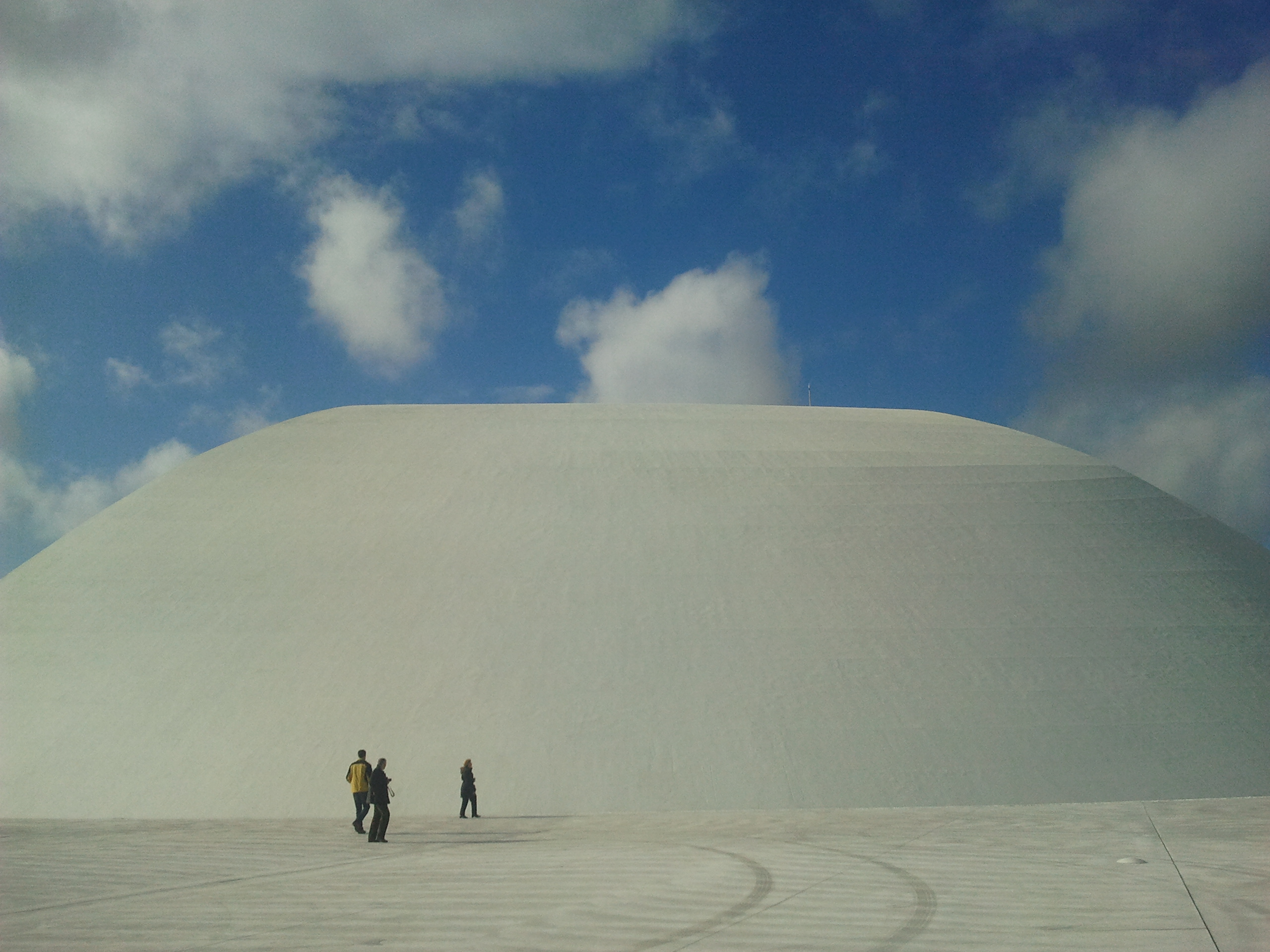
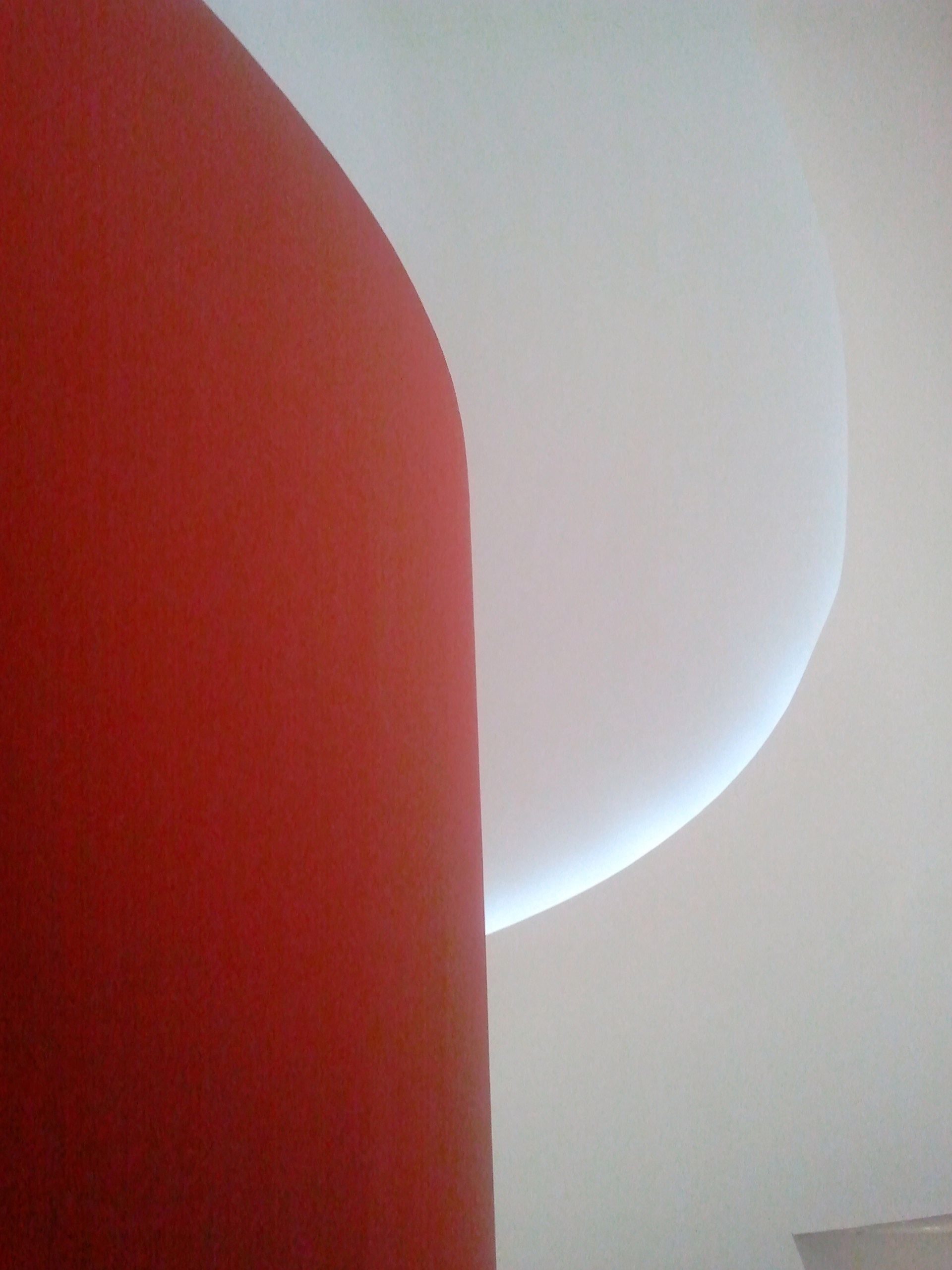
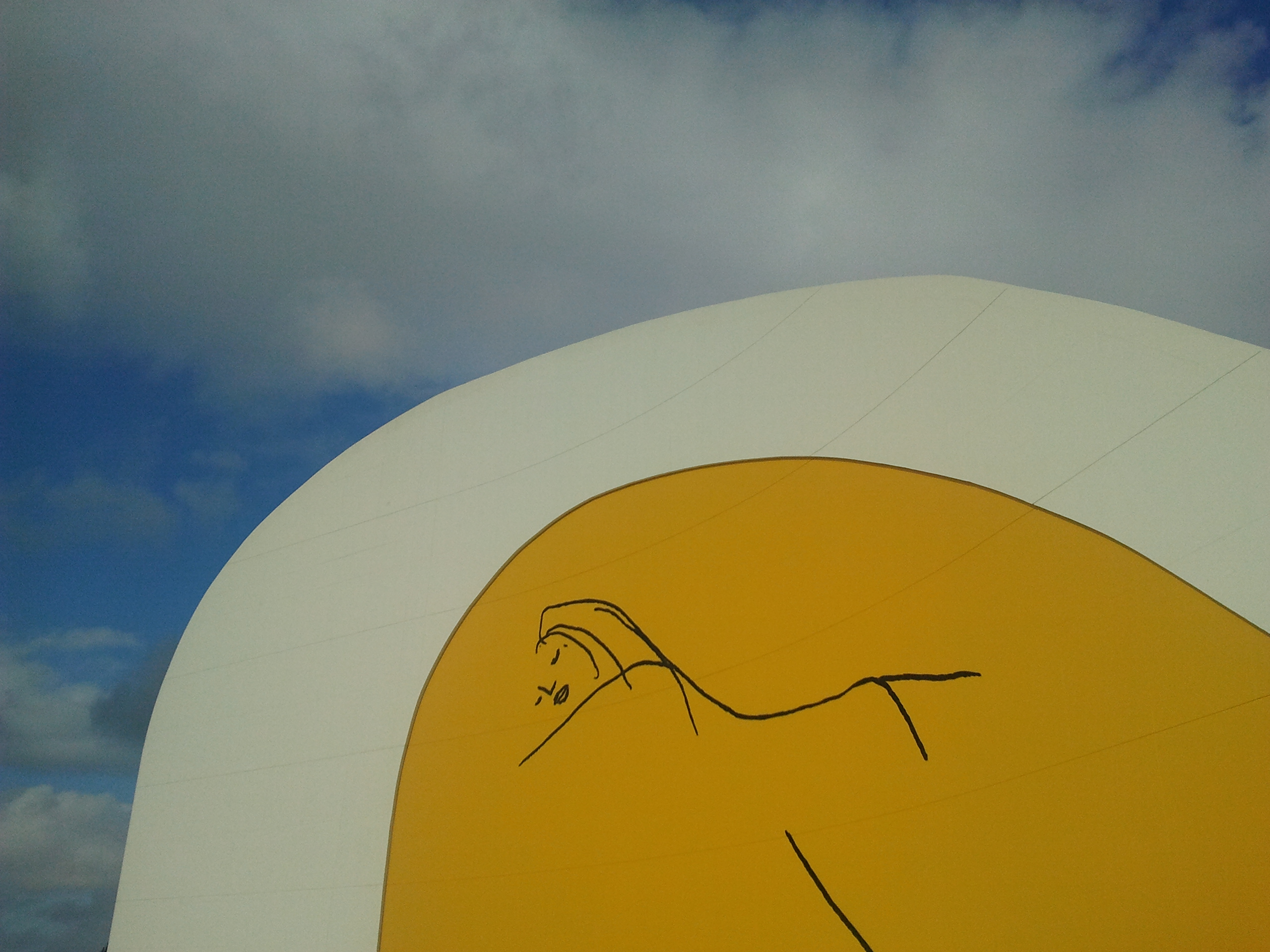
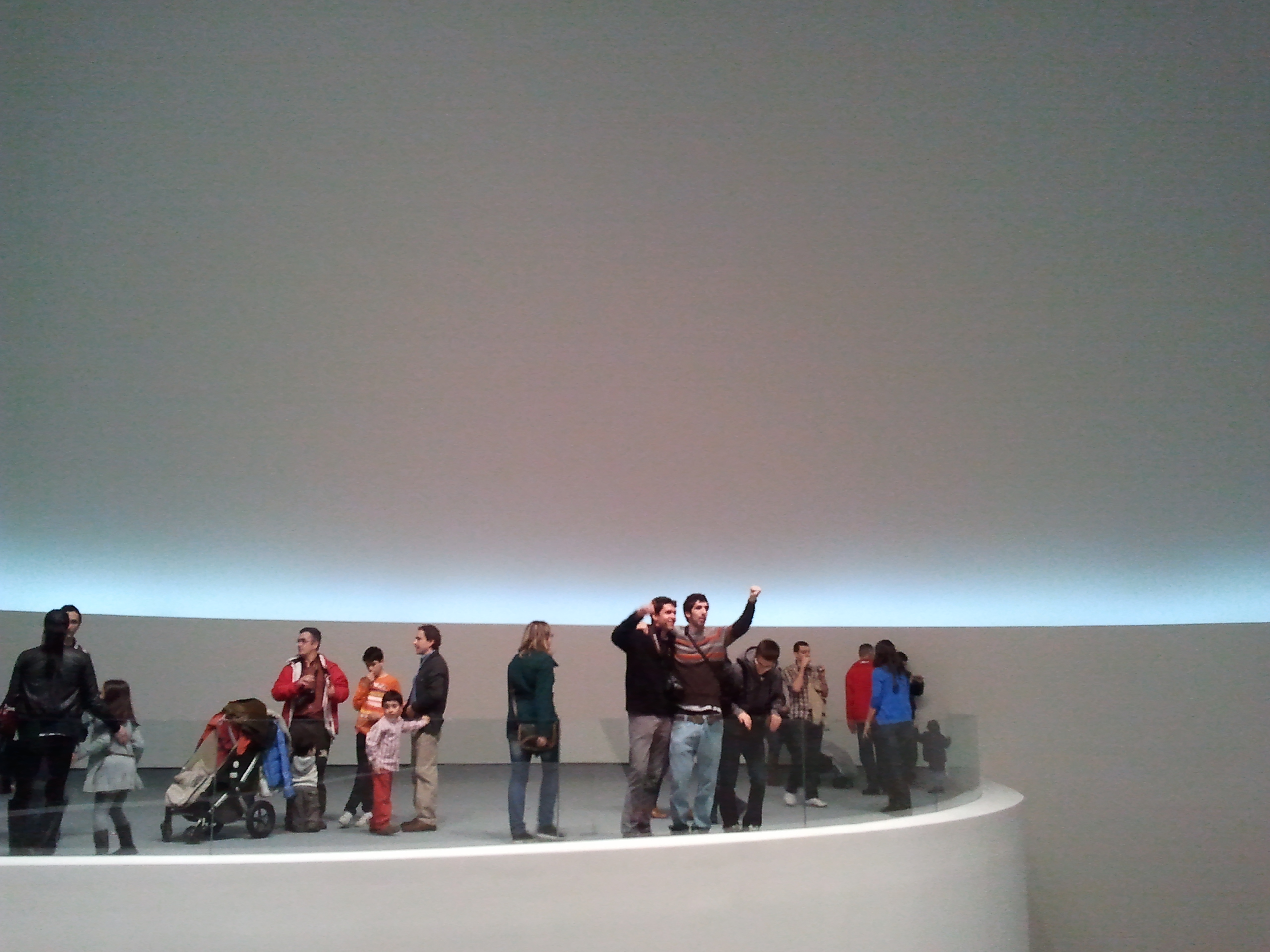
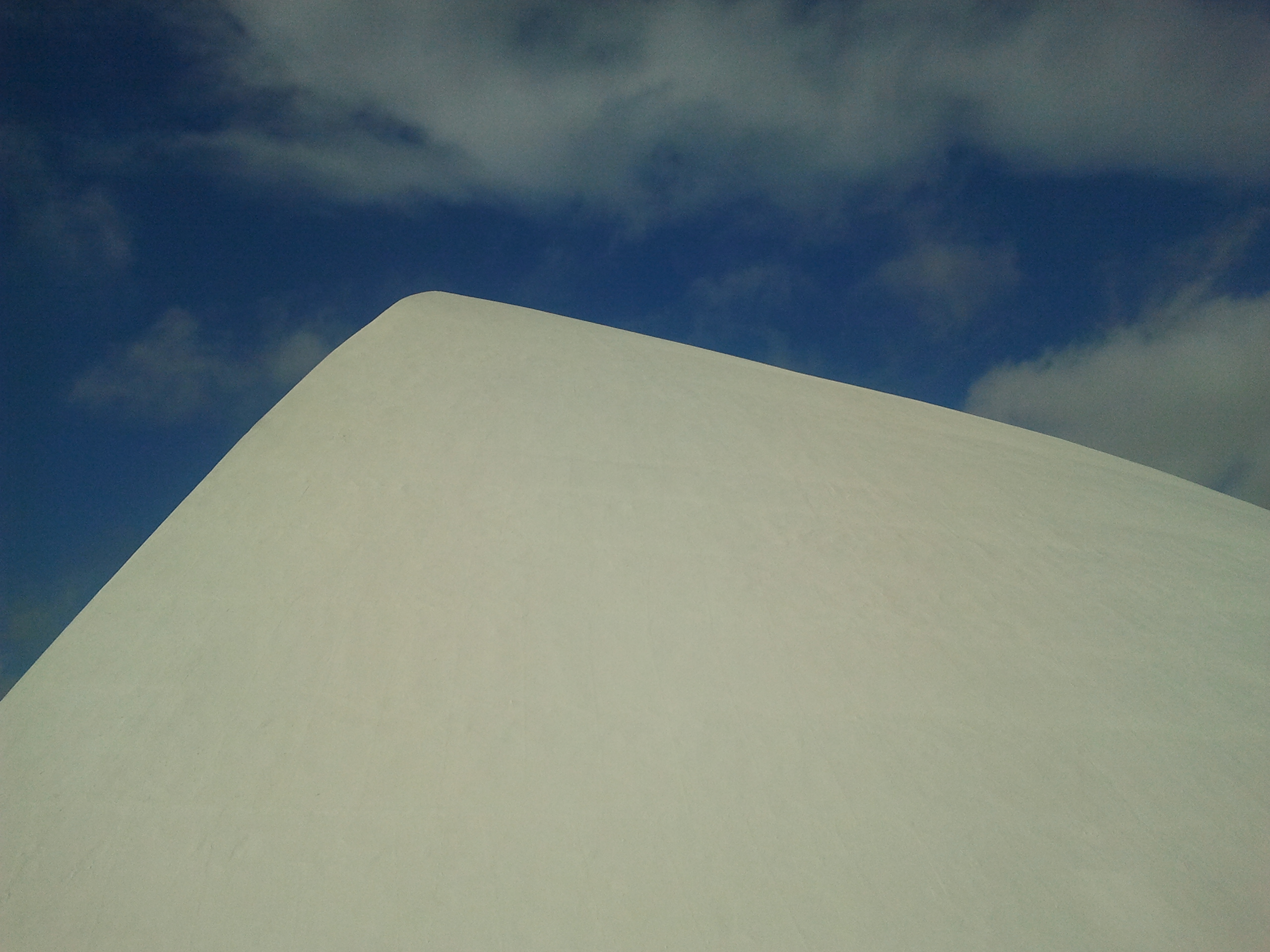
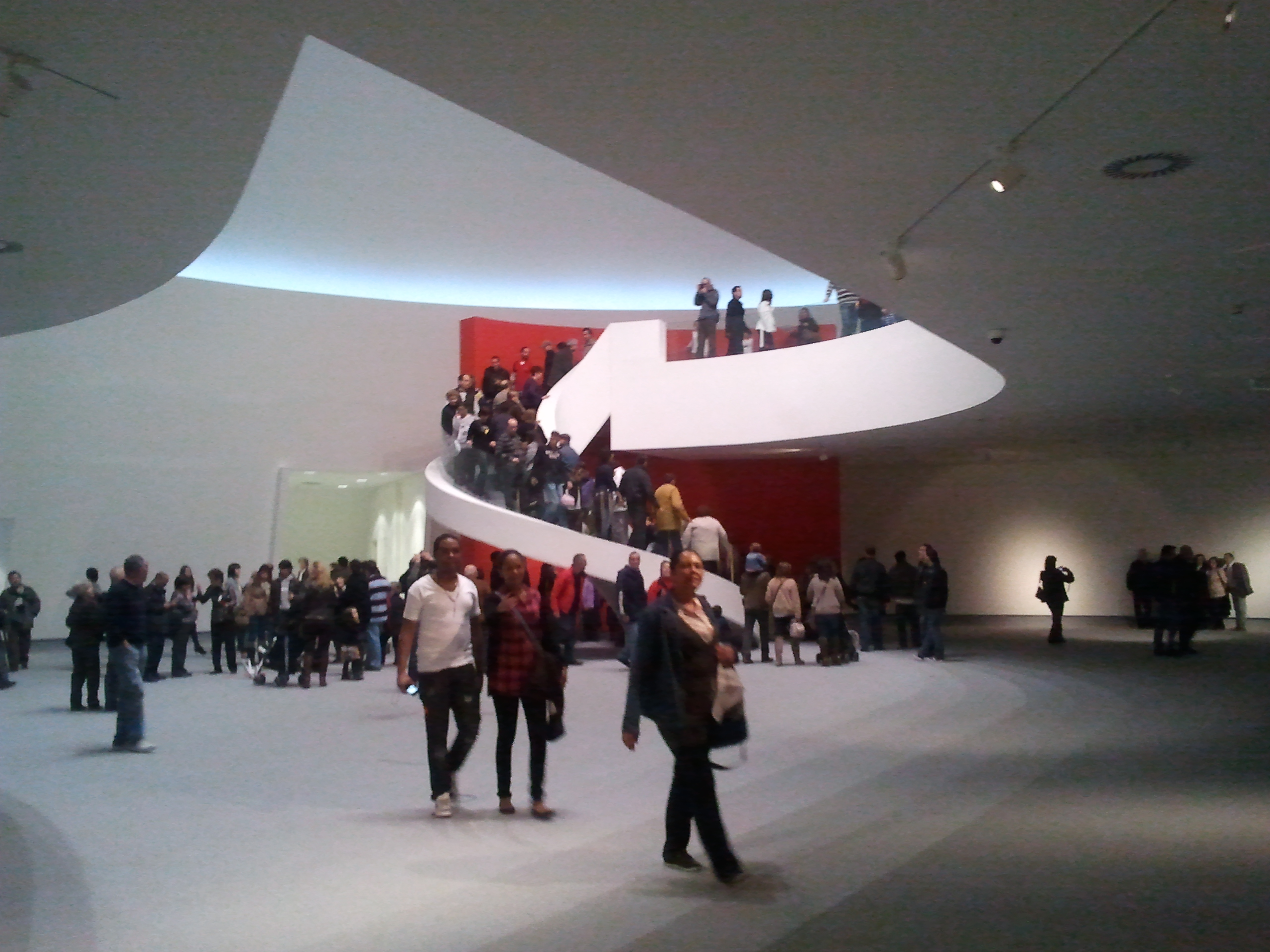
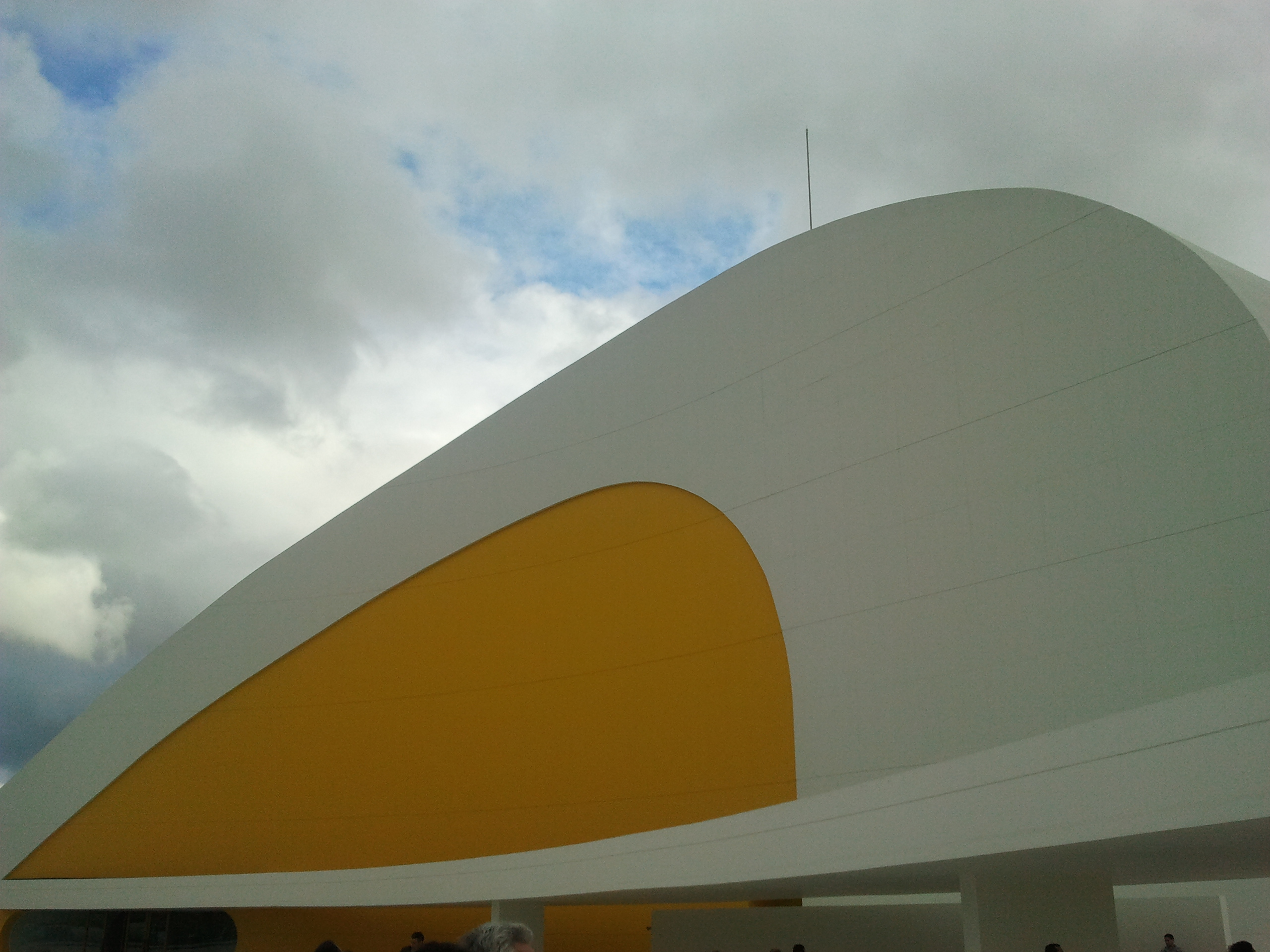
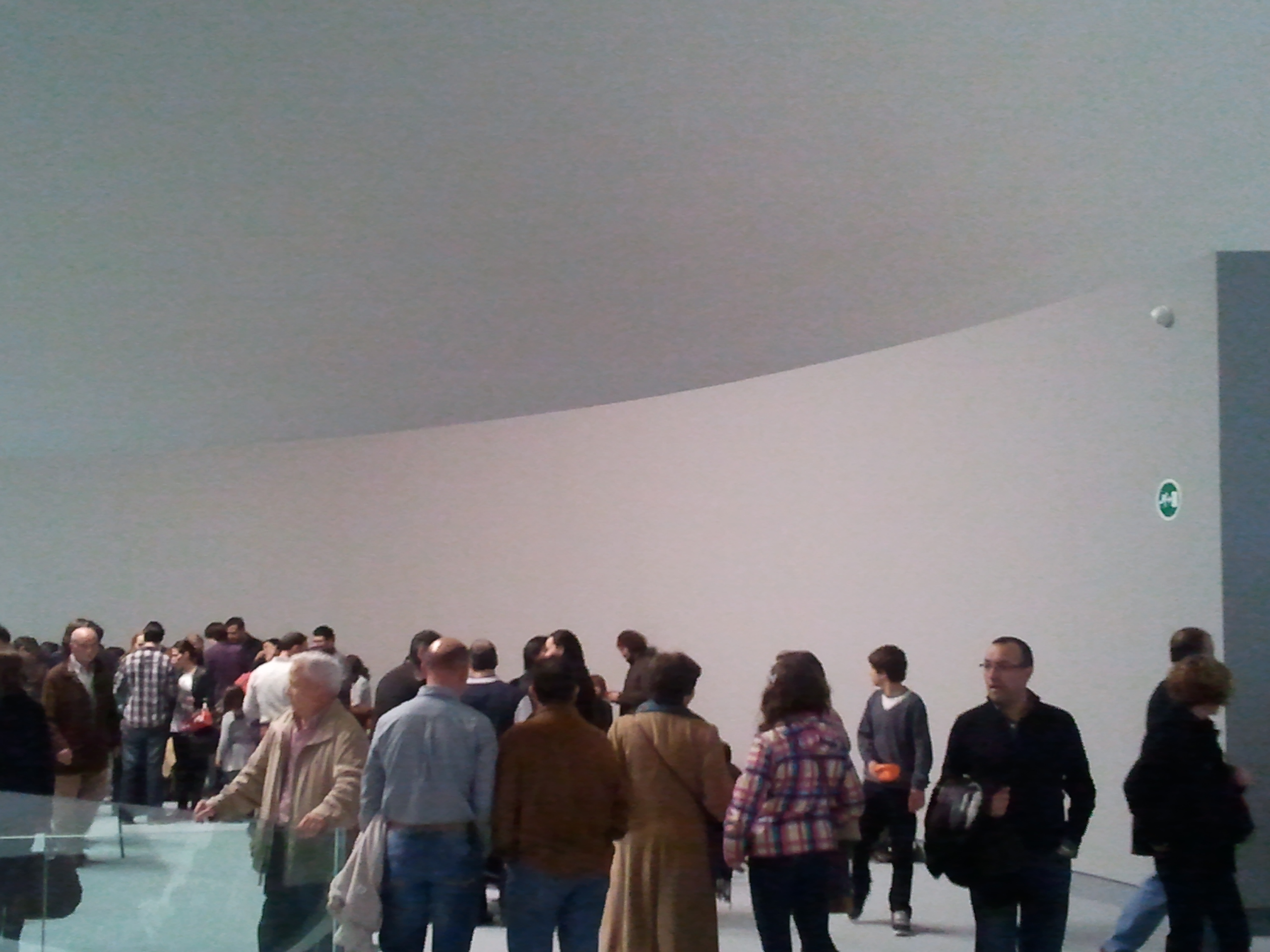
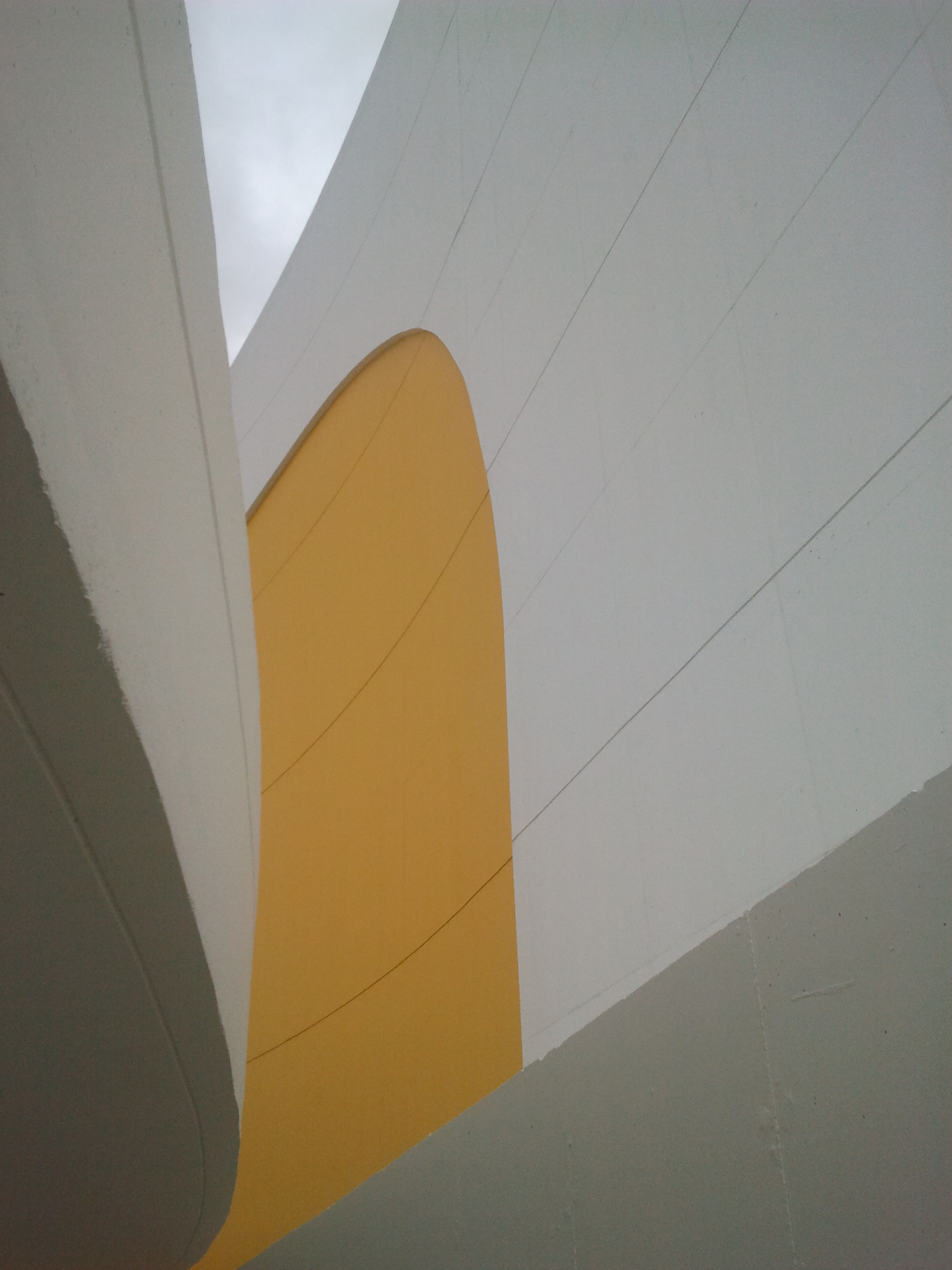
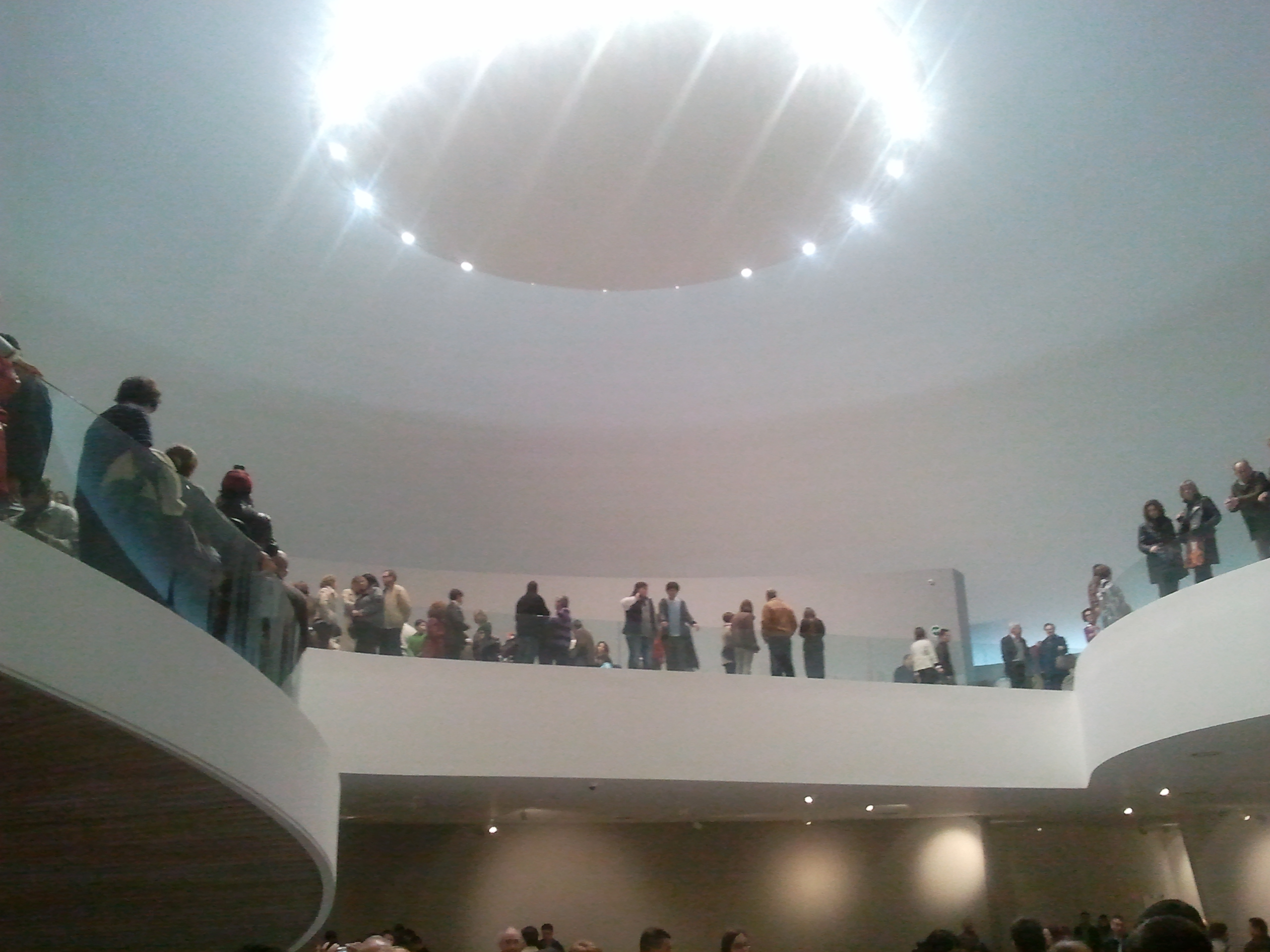
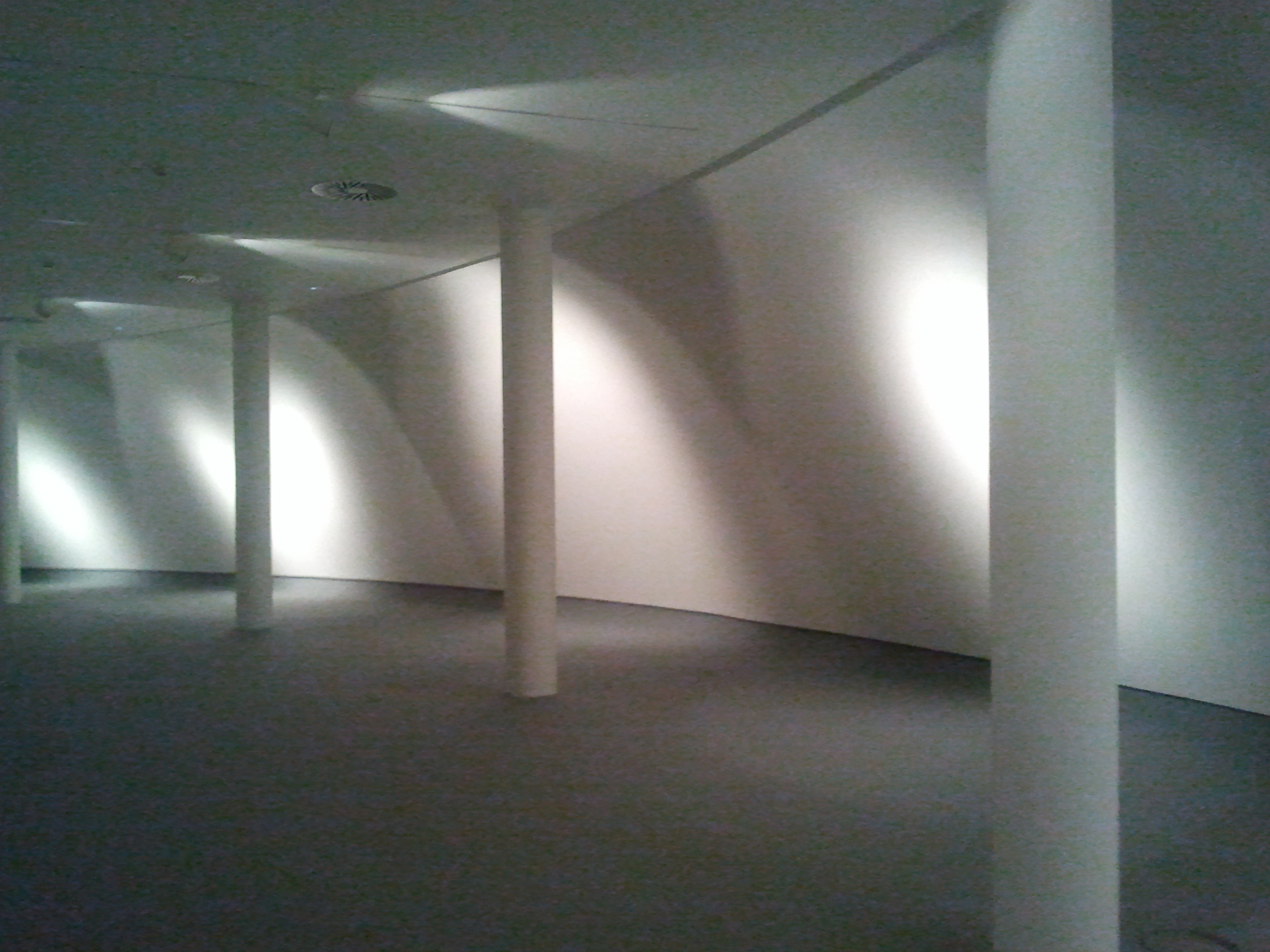
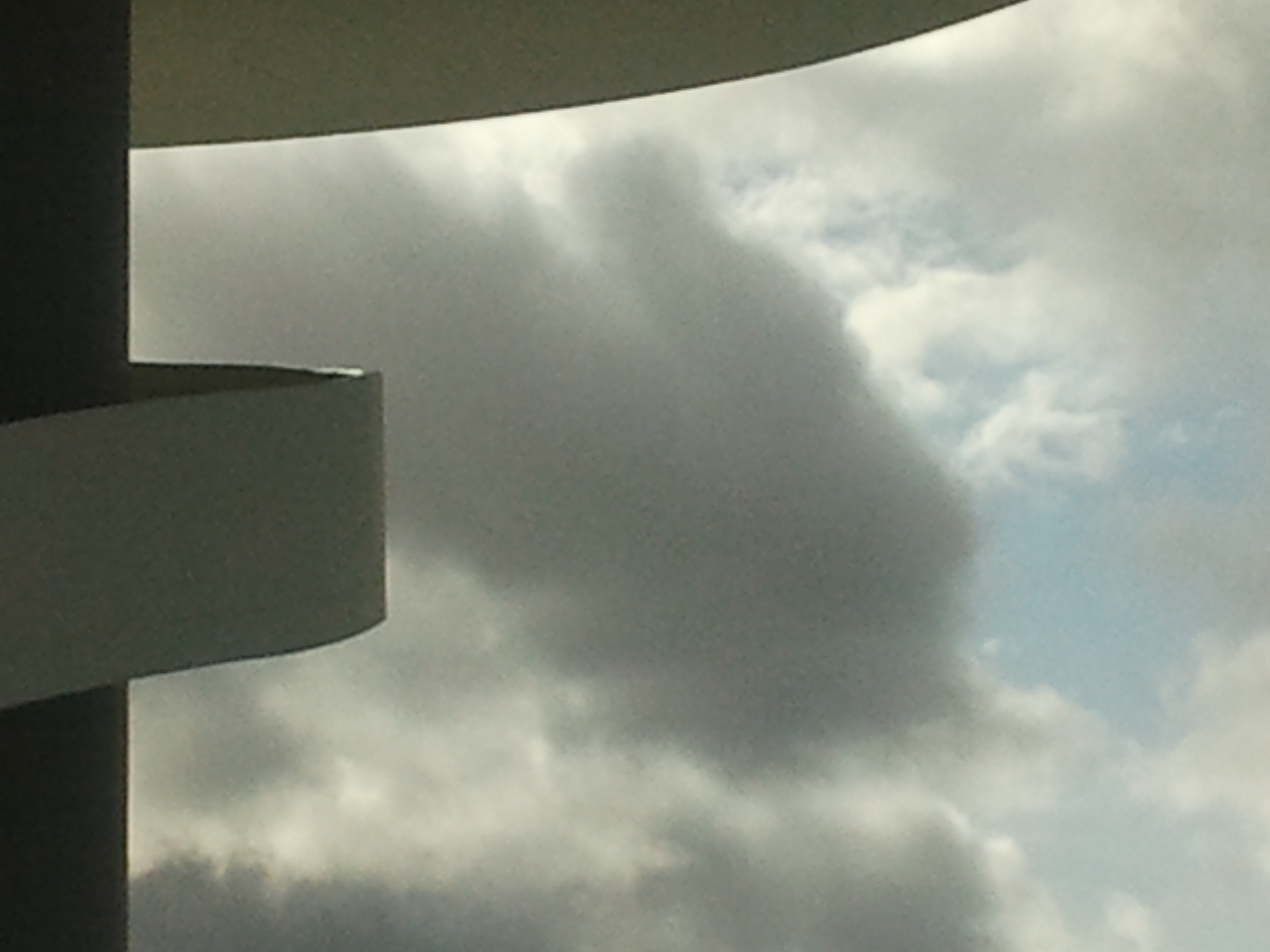